# أرواح شريرة (فلم 1982)
أرواح شريرة؛ بولترجيست (Poltergeist) هو فيلم رُعب خارق للطبيعة أنتاج أمريكي عام 1982 من إخراج توبي هوبر وبطولة جوبيث ويليامز وكريج تي نيلسون وهيثر أورورك وبياتريس ستريت. يُركز الفيلم الذي تقع أحداثه في إحدى ضواحي كاليفورنيا، مع عائلة تغزو منزلهم الأشباح الخبيثة حيث تختطف ابنتهم الصُغرى ويأتي معها محاولات الأُسرة لإعادة ابنتهم إلى العالم الواقعي.
قام ستيفن سبيلبرغ بكتابة وإنتاج الفيلم، لكن شروط العقد منعته من إخراج فيلم آخر بينما هو يقوم بتصوير فيلم "إي تي خارج الأرض". لذلك، تم اختيار هوبر للإنتاج استنادًا إلى عمله في مجزرة مُنشار تكساس وفانهاوس. تم التصوير أولاً على أن الفيلم تكملة لفيلم الرعب المُظلم «لقاءات قريبة من النوع الثالث» بعنوان سماء ليلية، عندما اقترب سبيلبرغ من هوبر للإنتاج، كان هوبر أقل حرصًا على عناصر الخيال العلمي واقترح فكرة قصة الشبح. ويقوم سبيلبرغ وهوبر بعد ذلك بالتعاون في أول عرض للفيلم.
كان الفيلم الذي أصدره مترو جولدوين ماير يوم 4 يونيو عام 1982، نجاحًا حاسمًا وتجاريًا كبيرًا، حيث أصبح الفيلم الثامن الأكثر ربحًا في عام 1982. مُنذ سنوات من إطلاقه، تم التعرف على الفيلم ككلاسيكي ضمن هذا النوع من الرعب واكتسب مُعجبين متفانين. بصرف النظر عن ترشيحه لجوائز الأوسكار الثلاثة، اختيرت جمعية شيكاغو للنقاد السينمائية أرواح خبيثة كأفضل فيلم مُرعب على الإطلاق على مدار 20 عامًا، وتم تصنيف مشهد هجوم دُمية المُهرج على أنه رقم 80 على 100 فيلم من أكثر لحظات فيلم الرائعة.  ظهر الفيلم أيضًا في المرتبة رقم 84 لـ 100 عام من المعهد الأمريكي للسينما.. 100 Thrills ، وهي قائمة من أكثر أفلام أمريكا إثارة للرُعب.
ساعد نجاح الفيلم في الحصول على امتياز مؤلف من مجموعتين، أرواح شريرة الجزء الثاني: الجانب الآخر (1986) وبولترجيست الجزء الثالث (1988)، ونسخةٌ جديدة تحمل نفس الأسم في عام 2015.

## الرواية
يعيش ستيفن وديان فريلينج حياة هادئة في أورانج كاونتي، كاليفورنيا، وهي جماعة مخططة تدعى كويستا فيردي، حيث ستيفن هو مطور عقاري ناجح ويعتني ديان بأطفالهم دانا وروبي وكارول آن. تستيقظ كارول آن في إحدى الليالي وتبدأ في التحدث مع جهاز التلفزيون الخاص بالعائلة، والذي يعرض بثبات بعد تسجيل الخروج. في الليلة التالية، بينما تنام فريلينج ، تثبّت كارول آن جهاز التلفزيون حيث تنقل صوتها مرة أخرى. فجأة، تخرج يد بيضاء شبحية من التلفزيون، وبعدها وقع زلزال عنيف. مع تراجع الهز، أخبرت كارول آن «إنهم هنا».
تحدث الأحداث الغريبة في اليوم التالي: كوب من الحليب يشرب تلقائيًا، تنحني الأواني الفضية، ويتحرك الأثاث من تلقاء نفسه. الظواهر تبدو حميدة في البداية، ولكن سرعان ما تبدأ في الاشتداد. في تلك الليلة، أصبحت شجرة الفناء الخلفي حية وتلتقط روبي عبر نافذة غرفة النوم. بينما تنقذ ستيفن روبي، يتم امتصاص كارول آن في بوابة تظهر في خزانة ملابسها. يدرك فريلينج أن شيئًا خارقًا قد حدث عندما يسمعون صوتها ينبعث من جهاز التلفزيون الذي يتم ضبطه على قناة فارغة.
مجموعة من أخصائيي التخاطر النفسي من جامعة كاليفورنيا، إرفين (جامعة كاليفورنيا في إيرفين) —د. ليش، ريان، ومارتي - يأتون إلى منزل فريلينج للتحقيق؛ أنها تحدد أن فريلينج تعاني من اقتحام بولترجيست. يكتشفون أن الاضطرابات تنطوي على أكثر من شبح واحد فقط. اكتشف ستيفن أيضًا في تبادل مع رئيسه، لويس تيج، أن كويستا فيردي بنيت حيث كانت المقبرة ذات يوم.
بعد أن يتم إرسال دانا وروبي بعيدًا لسلامتهما، يستدعي ليش وديان في تانغينا بارسون، وهي وسيلة روحية. تقول تانغينا أن الأشباح التي تعيش في المنزل ما زالت باقية في «مجال وعيه» مختلف وليسوا في راحة. تنجذب هذه الأرواح التي تجذبها قوة حياة كارول آن إلى «النور» الحقيقي الذي جاء لها. ثم تضيف تانغينا أن هناك أيضًا وجودًا مظلمًا يُشار إليه باسم «الوحش»، الذي وضع كارول آن تحت ضبط النفس في محاولة لاستخدام قوة حياتها لمنع الأرواح الأخرى من العبور.
تكتشف المجموعة أن المدخل إلى البعد الآخر يمر عبر خزانة غرفة نوم الأطفال، بينما يكون المخرج عبر سقف غرفة المعيشة. بينما تحاول المجموعة إنقاذ كارول آن، تمر ديان عبر المدخل المرتبط بحبل تم ربطه عبر كلا المدخلين. تمكنت ديان من استعادة كارول آن، وكلاهما يسقطان على الأرض من السقف، فاقدان الوعي ومغطيان في بقايا خارجية. عندما يتعافون، تعلن تانغينا بعد ذلك أن المنزل «نظيف» الآن.
بعد ذلك بوقت قصير، تبدأ فريلينج في عملية الانتقال إلى مكان آخر عن طريق تعبئة ممتلكاتهم. خلال الليلة الماضية في المنزل، يغادر ستيفن إلى المكتب من أجل ترك وظيفته وتذهب دانا في موعد، تاركة ديان وروبي وكارول آن وحدها في المنزل. يقوم «الوحش» بعد ذلك بنصب كمين لديان والأطفال، بهدف خطف ثانٍ بمحاولة كبح جماح روبي وديان. روبي تتعرض للهجوم من قبل دمية مهرج في غرفة نومها، وتتعرض ديان لهجوم من قبل قوة غير مرئية تنقلها إلى الأعلى وعلى السقف في غرفتها. تدفع القوة غير المرئية ديان إلى الفناء الخلفي، فتجرها إلى حمام السباحة. تحيط بها هياكل عظمية وهي تحاول الهرب، لكنها تمكنت من الخروج من حمام السباحة والعودة إلى المنزل. إنها تنقذ الأطفال، وهم يهربون في النهاية إلى الخارج، لاكتشاف التوابيت والجثث المتعفنة التي تندلع من الأرض في فناءهم وفي جميع أنحاء الحي.

## طاقم ممثلين
- كريج تي نيلسون بدور ستيف فريلينج
- جوبيث ويليامز بدور ديان فريلنغ
- بياتريس ستريت دور دكتور ليش
- دومينيكو دن بدور دانا فريلينج
- أوليفر روبينز بدور روبي فريلينج
- هيثر أورورك بدور كارول آن فريلينج
- مايكل مكمانوس دور بن توثيل
- فيرجينيا كايزر بدور السيدة توثيل
- مارتن كاسيلا في دور مارتي
- ريتشارد لوسون بدور ريان
- زيلدا روبنشتاين بدور تانجينا
- جيمس كارين مثل السيد تيج
- لو بيري مثل بوغسلي
- ديرك بلوكر دور جيف شو

## الإنتاج
تم تصويره في الغالب في شارع روكسبري في سيمي فالي ، كاليفورنيا. 
كتب مايكل جريس ومارك فيكتور فيلمًا كوميديًا غير منتج بعنوان Turn Left And Die وفيلم الحركة Death Hunt عندما قرر ستيفن سبيلبرغ دعوتهم للعمل معه. بعد عرضهم فيلم A Guy Named Joe وقال إنه يريد إعادة إنتاج هذا الفيلم - والذي كان سيفعله دائمًا في عام 1989 - ذكر سبيلبرغ أيضًا أنه فكر في قصة شبح وكان ينوي تحويلها إلى نص. اتصل به غريس في اليوم التالي قائلاً إنه وفيكتور مهتمان فقط بقصة الأشباح، وبعد فشل الخطط مع كاتب آخر، أحضر سبيلبرغ الاثنين إلى العمل.
توالت التصوير الفوتوغرافي الرئيسي في شارع روكسبري سيمي فالي ، كاليفورنيا.  بعد الانتهاء من التصوير الرئيسي في الأسبوع الأول من أغسطس 1981، قضى هوبر عشرة أسابيع في غرفة التحرير ليجمع الجزء الأول من الفيلم. خلال معظم هذا الوقت، كان سبيلبرغ في Industrial Light & Magic (ILM) للإشراف على تصوير VFX.

### الائتمان الإبداعي
منع بند في العقد مع يونيفرسال ستوديوز ستيفن سبيلبرغ من إخراج أي فيلم آخر أثناء إعداد إي تي. قامت مجلة تايم و نيوزويك بوضع علامة في صيف عام 1982 على "The Spielberg Summer" لأن إي تي و أرواح شريرة تم إطلاقهما كل أسبوع على حدة في يونيو. على هذا النحو القابل للتسويق، بدأ البعض في التشكيك في دور سبيلبرغ أثناء الإنتاج.  
افتتح مديرو نقابة أمريكا «تحقيقًا في مسألة ما إذا كان ائتمان هوبر الرسمي يتم تشويهه من خلال البيانات التي أدلى بها سبيلبرغ، مدعيا على ما يبدو التأليف». وقال المنتج المشارك فرانك مارشال لصحيفة لوس أنجلوس تايمز إن «القوة الإبداعية للفيلم هي ستيفن. كان توبي هو المخرج وكان في المجموعة كل يوم. لكن ستيفن قام بالتصميم لكل لوحة القصة وكان في المجموعة كل يوم باستثناء ثلاثة أيام عندما كان في هاواي مع لوكاس.» ومع ذلك، ذكر هوبر أنه «فعل نصف نص القصة المصورة بالكامل».
صرح العديد من أعضاء طاقم بولترجيست وطاقمها على مر السنين باستمرار أن سبيلبرج كان «المخرج الفعلي» للفيلم، بينما ادعى ممثلون آخرون أن هوبر أخرج الفيلم. في مقابلة أجريت عام 2007 مع أليس كذلك أخبار باردة ، ناقشت روبنشتاين ذكرياتها عن عملية إطلاق النار. قالت إن «ستيفن وجه كل الأيام الستة» التي كانت على استعداد: «قام توبي بإعداد اللقطات وأجرى ستيفن التعديلات». كما زعمت أن هوبر «سمح لبعض العوامل الكيميائية غير المقبولة في عمله»، وعندما ذهبت إلى الاختبار ل هوبر و سبيلبرج ، في تلك اللحظة، أن «توبي كان هناك جزئيًا فقط». زعمت تعليقات الممثل جيمس كارين، فيما يتعلق بحضور سؤال وجواب للاحتفال بالذكرى الخامسة والعشرين، أن هذه التصريحات كانت غير عادلة لهوبر. «لقد اعتمدت على توبي وأنا لا أعرف لماذا. . . كان توبي لطيف معها.» 
بعد الانتهاء من التصوير الفوتوغرافي الرئيسي في الأسبوع الأول من أغسطس 1981، استمر هوبر في قضاء عشرة أسابيع في غرفة التحرير ليجمع أول الفيلم. قضى سبيلبرج الكثير من هذا الوقت في الإشراف على التصوير الفوتوغرافي SFX الذي يجري في ILM.

### المؤثرات الخاصة
حصل أرواح شريرة على جائزة جوائز الأكاديمية البريطانية للأفلام لأفضل المؤثرات البصرية الخاصة، وتم ترشيحه لجائزة الأوسكار لأفضل المؤثرات البصرية، وفقد تلك الجائزة لأغنية سبيلبرج الصيفية الأخرى لـ إي تي (فيلم).

## تصنيف الاتحاد الأمريكي للصور المتحركة (MPAA)
تلقى بولترجيست في البداية تصنيف R  من جمعية الفيلم الأمريكيMPAA. نظرًا لأن تصنيف PG-13 لم يدخل حيز التنفيذ حتى عام 1984، فإن ستيفن سبيلبرج وتوب هوبر لم يوافقا على تصنيف R ونجحوا في تغيير الفيلم إلى تصنيف PG عند الاستئناف.

## الإستقبال

### شُباك التذاكر
تم إصدار بولترجيست بطريقة مسرحية بواسطة مترو غولدوين ماير في 4 يونيو 1982. حقق الفيلم نجاحًا تجاريًا وحقق 76,606,280 دولارًا في الولايات المتحدة، مما جعله الفيلم الأكثر ربحًا في عام 1982 والثامن بشكل عام لهذا العام.

### الإستجابة
لاقى الفيلم استحسان النقاد واعتبره الكثيرون كلاسيكيًا من نوع الرعب، بالإضافة إلى أنه أحد أفضل الأفلام لعام 1982. في مجموعة المراجعة روتن توميتوز، حصل الفيلم على نسبة موافقة بلغت 86٪ بناءً على آراء 63 نُقادًا، بمتوسط تصنيف 7.30 / 10. نص إجماع الموقع على ما يلي: «تم تصويره بذكاء ومكتوب بإحكام، والأهم من ذلك أنه مخيف باستمرار، Poltergeist هو فيلم رعب كلاسيكي حديث.» في ميتاكريتيك، حصل على درجة 79٪ بناءً على مراجعات من 16 نقادًا، مما يشير إلى «المراجعات الإيجابية بشكل عام».

### الجوائز
استمر الفيلم في تلقي التقدير بعد 40 عامًا من صدوره. تم اختيار بولترجيست من قبل نيويورك تايمز كأحد أفضل 1000 فيلم على الإطلاق. كما حصل على تقدير من المعهد الأمريكي للأفلام، حيث احتل المرتبة 84 في قائمة AFI's 100 Years ... 100 Thrills. حصل فيلم «هم هنا» على المرتبة 69 كأفضل فيلم مقتبس عن 100 عام من AFI ... 100 اقتباسات من الأفلام.
حصل الفيلم ثلاثة جائزة الأوسكار الترشيحات: أفضل موسيقى تصويرية، أفضل مؤثرات صوتية التحرير، وأفضل مؤثرات بصرية، وجميعهم من خسارته امام فيلم آخر سبيلبرغ إي تي على الأرضية اضافية.
| العام | منظمة                               | فئة                                                                                 | نتيجة |
| ----- | ----------------------------------- | ----------------------------------------------------------------------------------- | ----- |
| 1982  | جائزة الأوسكار                      | جائزة الأوسكار لأفضل موسيقى تصويرية                                                 | رُشح   |
| 1982  | جائزة الأوسكار                      | جائزة الأوسكار لأفضل مونتاج صوتي                                                    | رُشح   |
| 1982  | جائزة الأوسكار                      | جائزة الأوسكار لأفضل تأثيرات بصرية                                                  | رُشح   |
| 1982  | جائزة زحل                           | جائزة زحل لأفضل فيلم رعب أو إثارة، لأفضل مكياج، أفضل ممثلة مساعدة - زيلدا روبنشتاين | فاز   |
| 1982  | جوائز الأكاديمية البريطانية للأفلام | لأفضل تأثيرات بصرية                                                                 | فاز   |
| 1982  | جائزة الفنان الصغير                 | جائزة الفنان الشاب لأفضل ممثلة مساعدة أصغر سنا - هيذر أورورك                        | رُشح   |

## انظر ايضاً
- قائمة أفلام الأشباح

## روابط خارجية
- مقالات تستعمل روابط فنية بلا صلة مع ويكي بيانات